# Sphallestasis paramecis
Sphallestasis paramecis is een vlinder uit de familie echte motten (Tineidae). De wetenschappelijke naam van deze soort is voor het eerst geldig gepubliceerd in 1969 door Gozmány.
De soort komt voor in tropisch Afrika.